# Lope de Guzmán y Portocarrero

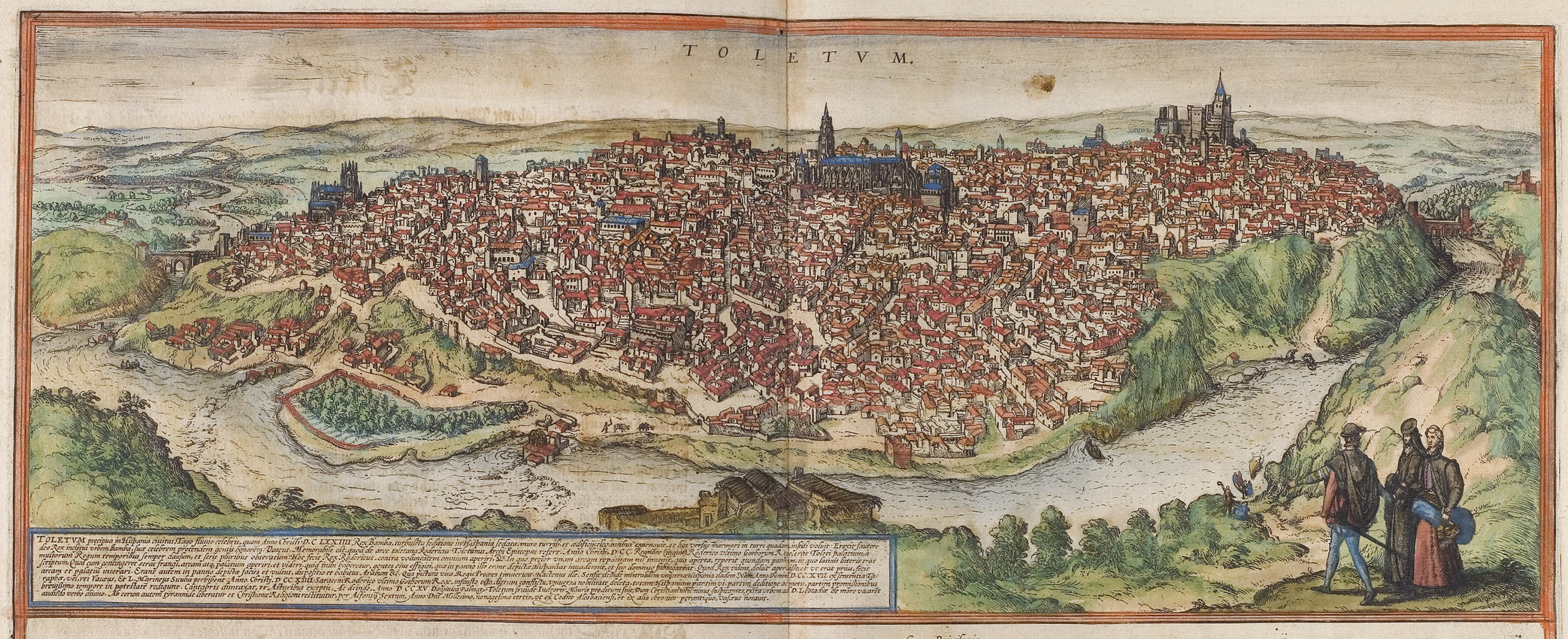
Toledo, ciudad en la que residió Lope, en un grabado de 1572.

Lope de Guzmán y Portocarrero, I conde de Villaverde (-h. 1624) fue un noble español.

## Biografía
Fue hijo de Tello de Guzmán, señor de Villaverde y de su esposa, Francisca Portocarrero y Guevara. Por parte de su padre, pertenecía a una importante familia asentada en Toledo, siendo su abuelo y homónimo, el magistrado Lope de Guzmán (1527-1589) que llegaría a ser consejero del Consejo de Castilla.
En 1561, contrajo matrimonio con Francisca de Guevara (o Francisca Niño de Guevara). Francisca pertenecía a una ilustre familia toledana, era hija de Rodrigo Niño de Zapata, embajador en Venecia de Carlos I; y hermana del cardenal Fernando Niño de Guevara, arzobispo de Sevilla entre 1601 y 1609. De este matrimonio tuvieron cinco hijos:
- Tello de Guzmán (-antes del 21 de enero de 1627), que sucedió a su padre siendo II conde de Villaverde. Casó en primeras nupcias con Francisca Portocarrero, sin descendencia; y en segundas con Ana María de Zúñiga, hija de Pedro de Zúñiga, II marqués de Aguilafuente, y de Ana Enríquez de Cabrera. Tuvo una hija de este segundo matrimonio, Magdalena Francisca de Guzmán y Guevara que sería III condesa de Villaverde.
- Juan de Guzmán, caballero de la Orden de Santiago.
- Luis de Guzmán, que pasó a Indias en 1600 desde Sevilla.[3]

- Rodrigo Niño (c. 1572-1627), jesuita que desempeñó elevados cargos en su orden como provincial de Toledo y rector del Colegio Imperial.
- Francisca Portocarrero, casada con Francisco de Rojas y Guevara, I conde de Mora; con descendencia.

En el año de 1602, Felipe III le hizo merced de título de Castilla, nombrándole conde de Villaverde. El título hacía referencia a un señorío que ya había ostentado su padre, consistente en una dehesa y poblado en el actual término municipal de Orgaz. 
El año siguiente, jugó un papel en la desgracia de su tía Magdalena de Guzmán, marquesa del Valle; alojándola en su casa de Toledo y prestando declaración al alcalde Silva de Torres.
Participó en la jura del príncipe Felipe (futuro Felipe IV), junto a otros títulos de Castilla. La jura se celebró en la iglesia del monasterio de San Jerónimo el Real de Madrid el 13 de enero de 1608.
Fue albacea de su cuñado, Fernando Niño de Guevara, de acuerdo con el testamento otorgado por este último el 5 de enero de 1609, cuatro días antes de su muerte.
En 1620, la Cámara de Castilla le concedió la cesión de este título a su hijo.
Murió hacia 1624.